# بیژگن (فلارد)
بیژگن، روستایی در دهستان پشتکوه بخش امامزاده حسن شهرستان فلارد در استان چهارمحال و بختیاری ایران است.

## جمعیت
بر پایه سرشماری عمومی نفوس و مسکن در سال ۱۳۹۵، جمعیت این روستا برابر با ۱۵۶ نفر (۳۹ خانوار) بوده‌است.